# 기판력
기판력(旣判力)은 실질적 확정력이라고 하며 영미법과 대륙법 체계에 있는 개념이다. 확정판결의 내용이 '소송 당사자 및 동일한 사안을 다루는 다른 법원'을 구속하는 소송법적인 효력이다. 확정된 판결 후에는 같은 사건으로 다시 판단을 하거나 이를 번복하는 것을 막는 원칙이다. 기판력은 과태료의 부과처분에 대해서는 인정되지 않는다. 기판력은 당사자에게만 미치고 제3자에게는 미치지 않는 것이 원칙이다.

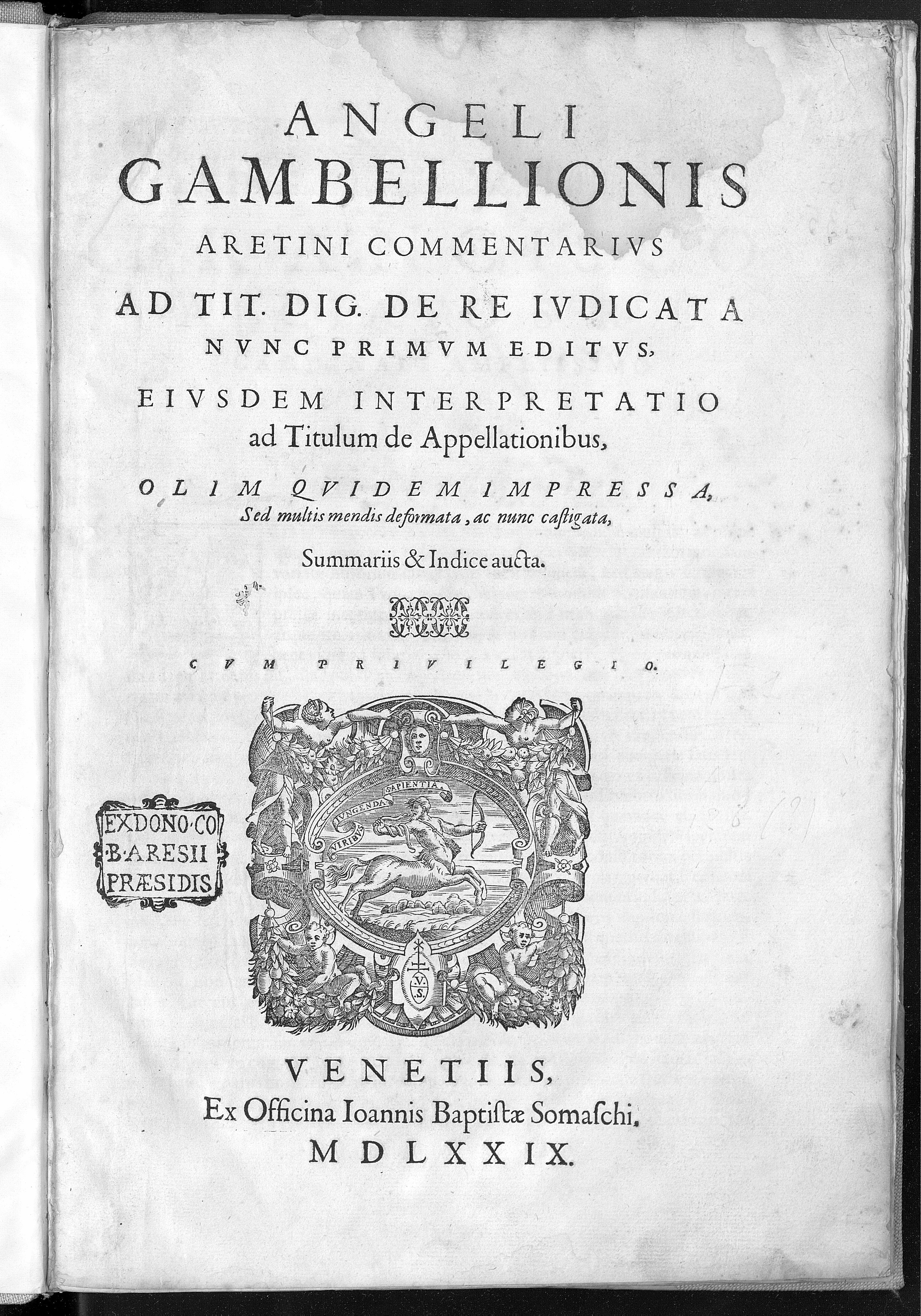
Angelo Gambiglioni, De re iudicata, 1579

## 형사소송법
|                                                                  |
| 형사소송법                                                       |
| 이념과 구조                                                      |
| 무죄 추정의 원칙 · 자백배제법칙 · 전문법칙                       |
| 증거보전청구권 · 형사보상청구권 · 독수독과이론                   |
| 실체적 진실주의 · 적정절차 · 신속한 재판의 원칙                  |
| 진술거부권 · 접견교통권 · 증거개시제도                           |
| 열람등사권 · 위법수집증거배제법칙                                |
| 법원                                                             |
| 제척 · 기피 · 회피 관할 · 이송 · 법관                            |
| 피고인과 변호인                                                  |
| 피고인 ·변호인 · 성명모용자 · 공동피고인 국선변호인 · 법정대리인 |
| 검사                                                             |
| 기소독점주의 · 검사 동일체의 원칙                                |
| 수사                                                             |
| 함정수사 · 불심검문 · 임의동행 · 동행요구 · 사법경찰관           |
| 구속                                                             |
| 구속영장 · 체포영장                                              |
| 증거법                                                           |
| 정황증거 · 전문증거 · 진술조서 · 진술서 · 실황조사서 · 검증조서  |
| 진술 · 증인                                                      |
| 재판                                                             |
| 공소장 · 공소장일본주의                                          |
| 고소 · 고발 · 고소불가분의 원칙 · 자수                           |
| 상소                                                             |
| 항소, 상고 & 비상상고                                            |
| 다른 7법 영역                                                    |
| 헌법 · 민법 · 형법                                               |
| 민사소송법 · 형사소송법 · 행정법                                 |
| 포털: 법 · 법철학 · 형사정책                                     |
| v • d • e • h                                                    |

### 용어의 정의
흔히 형사소송에서는 기판력이라는 단어보다는 구속력이라는 단어가 쓰인다.

### 기판력의 객관적 범위
기판력의 객관적 범위가 공소사실 또는 범죄사실뿐만 아니라 공소사실과 동일성이 인정되는 모든 사실에 미친다는 점에는 견해가 일치하고 있다. 다만, 동일성이 인정되는 사실에 대하여 기판력이 적용되는 이유에 대해서는 그것이 잠재적 심판의 대상이기 때문이라거나, 1개의 형벌권이 미치는 사실을 1개의 절차에서 해결해야 한다거나, 공소불가분의 원칙의 당연한 귀결이라고 해석하거나, 이중위험을 금지하는 일사부재리의 효력의 취지에 비추어 당연하다는 등,여러 의견의 대립이 있을 뿐이다.
공소사실의 동일성, 즉 각각의 범죄사실 밑 기타 사실들에 대한기본적 사실관계가 동일한지의 여부를 판단함에 있어서 규범적 요소도 고려해야 한다는 것은 독일에서 극소수의 학자들에 의하여 주장되고 있는 이론이다.

## 민사소송법
확정판결은 주문에 포함된 것에 한하여 기판력을 가진다. 기판력은 당사자에게만 미치고 제3자에게는 미치지 않는 것이 원칙이다

### 기판력의 표준시
기판력의 표준시(旣判力의 標準時, de:zeitliche Grenzen der Rechtskraft)이란 기판력이 발생하는 시점을 말한다.

## 미국 연방민사소송법
운전자 Z가 행인 A를 들이받아 A가 부상을 당하자 A는 Z를 상대로 상해에 대한 손해배상을 청구한 이후 재판에서 승소하여 유효한 최종판결이 내려졌다(소송1). 후에 A가 동일한 사고에서 입은 재산 피해에 대한 손해배상을 재청구하는 소송2를 제기하는 경우, 두 소송은 같은 소인(소송의 원인)에 의한 것이므로 기판력에 의해 소송2는 배제된다.

## 같이 보기
- 이중위험금지
- 금반언의 원칙

## 참고 문헌
- 손동권, 『형사소송법』, 세창출판사, 2010. (ISBN 8984112968)[쪽 번호 필요]